# Lijst van rijksmonumenten in Den Haag/Centrum
Het stadsdeel Centrum in Den Haag kent 818 inschrijvingen in het rijksmonumentenregister; hieronder een overzicht.

## Archipelbuurt
De Archipelbuurt kent 111 rijksmonumenen, zie de lijst van rijksmonumenten in Archipelbuurt.

## Kortenbos
De buurt Kortenbos in de wijk Centrum kent 143 rijksmonumenten, zie de lijst van rijksmonumenten in Kortenbos.

## Schilderswijk
De Schilderswijk kent 14 rijksmonumenten:
| Object | Oorspronkelijke functie?  | Bouwjaar | Architect       | Locatie         | Coördinaten?                 | Nr.?   | Afbeelding |
| --- | ------------------------- | -------- | --------------- | --------------- | ---------------------------- | ------ | --- |
| R.K. Kerk van de Heilige Martha | Kerk en kerkonderdeel     | 1908-09  | N. Molenaar sr. | Hoefkade 623    | 52° 3' 52" NB, 4° 18' 14" OL | 459793 | Meer afbeeldingen |
| Bastion le Roi | Sociale zorg, liefdadigh. | 1867     | Elie Saraber    | Hooftskade 1    | 52° 4' 17" NB, 4° 18' 42" OL | 459784 | Bastion le Roi |
| Voormalige diaconale bakkerij annex woonhuis voor de bakker en bergplaats voor granen in eclectische bouwstijl                                                                   | Nijverheid                | 1855-64  | A. Roodenburg   | Om en Bij 2     | 52° 4' 17" NB, 4° 18' 25" OL | 459785 | Voormalige diaconale bakkerij annex woonhuis voor de bakker en bergplaats voor granen in eclectische bouwstijl                                                                   |
| Rij van twaalf voormalige diaconiewoningen in traditionele bouwstijl | Sociale zorg, liefdadigh. | 1882     |                 | Om en Bij 4     | 52° 4' 17" NB, 4° 18' 24" OL | 459787 | Rij van twaalf voormalige diaconiewoningen in traditionele bouwstijl |
| Dubbele rij van oorspronkelijk 24 rug-aan-rug gebouwde woningen op rechthoekige plattegrond, bestaande uit een bouwlaag onder met pannen gedekte mansardedak                     | Sociale zorg, liefdadigh. | 1840-41  |                 | Om en Bij 16    | 52° 4' 18" NB, 4° 18' 24" OL | 459788 | Dubbele rij van oorspronkelijk 24 rug-aan-rug gebouwde woningen op rechthoekige plattegrond, bestaande uit een bouwlaag onder met pannen gedekte mansardedak                     |
| Dubbele rij van vierentwintig rug-aan-rug gebouwde woningen op rechthoekige plattegrond, bestaande uit een bouwlaag onder een met pannen gedekt mansardedak                      | Sociale zorg, liefdadigh. | 1840-41  |                 | Om en Bij 28    | 52° 4' 18" NB, 4° 18' 22" OL | 459789 | Dubbele rij van vierentwintig rug-aan-rug gebouwde woningen op rechthoekige plattegrond, bestaande uit een bouwlaag onder een met pannen gedekt mansardedak                      |
| Dubbele rij van vierentwintig rug-aan-rug gebouwde woningen, op rechthoekige plattegrond bestaande uit een bouwlaag onder een met pannen gedekt mansardedak                      | Sociale zorg, liefdadigh. | 1840-41  |                 | Om en Bij 52    | 52° 4' 18" NB, 4° 18' 22" OL | 459790 | Dubbele rij van vierentwintig rug-aan-rug gebouwde woningen, op rechthoekige plattegrond bestaande uit een bouwlaag onder een met pannen gedekt mansardedak                      |
| Dubbele rij van vierentwintig rug-aan-rug gebouwde woningen, op rechthoekige plattegrond bestaande uit een bouwlaag onder een met pannen gedekt mansardedak                      | Sociale zorg, liefdadigh. | 1840-41  |                 | Om en Bij 76    | 52° 4' 19" NB, 4° 18' 21" OL | 459791 | Dubbele rij van vierentwintig rug-aan-rug gebouwde woningen, op rechthoekige plattegrond bestaande uit een bouwlaag onder een met pannen gedekt mansardedak                      |
| Gedeeltelijk dubbele- en gedeeltelijk enkele rij van in totaal achttien woningen op rechthoekige plattegrond, bestaande uit een bouwlaag onder een met pannen gedekt mansardedak | Sociale zorg, liefdadigh. | 1840-41  |                 | Om en Bij 100   | 52° 4' 20" NB, 4° 18' 21" OL | 459792 | Gedeeltelijk dubbele- en gedeeltelijk enkele rij van in totaal achttien woningen op rechthoekige plattegrond, bestaande uit een bouwlaag onder een met pannen gedekt mansardedak |
| Remise Frans Halsstraat van HTM | Bedrijfs-, fabriekswoning | 1906     | A.A. Schadee    | Parallelweg 225 | 52° 3' 43" NB, 4° 18' 31" OL | 353816 | Remise Frans Halsstraat van HTM |
| Ketenhuis | Industrie                 |          |                 | Parallelweg 225 | 52° 3' 44" NB, 4° 18' 32" OL | 353827 | Upload foto |
| Pekelremise en werkplaats | Industrie                 |          |                 | Parallelweg 225 | 52° 3' 42" NB, 4° 18' 30" OL | 353833 | Pekelremise en werkplaats |
| Ommuring met hekwerken | Erfscheiding              |          |                 | Parallelweg 225 | 52° 3' 43" NB, 4° 18' 31" OL | 353839 | Meer afbeeldingen |
| Dienstwoning | Woonhuis                  |          |                 | Parallelweg 227 | 52° 3' 45" NB, 4° 18' 30" OL | 353821 | Dienstwoning |

## Stationsbuurt
De Stationsbuurt kent 24 rijksmonumenten:
| Object | Oorspronkelijke functie? | Bouwjaar            | Architect    | Locatie                              | Coördinaten?                 | Nr.?   | Afbeelding |
| --- | ------------------------ | ------------------- | ------------ | ------------------------------------ | ---------------------------- | ------ | --- |
| Boomsluiterskade (brug) | Brug                     | 1861                |              | Voetgangersbrug a/d Boomsluiterskade | 52° 4' 42" NB, 4° 19' 27" OL | 459779 | Meer afbeeldingen |
| Paviljoen / ""Het Wachtje"" | Overheidsgebouw          | 1825                | Z. Reyers    | Rijswijkseplein 39                   | 52° 4' 22" NB, 4° 19' 24" OL | 17971  | Meer afbeeldingen |
| Stationspostkantoor | Winkel                   | 1949                |              | Rijswijkseweg 17                     | 52° 4' 13" NB, 4° 19' 30" OL | 530831 | Meer afbeeldingen |
| Station Den Haag Hollands Spoor: Rijtuigoverkapping                                                                               | Transport                | 1862                |              | Stationsplein 24E                    | 52° 4' 11" NB, 4° 19' 17" OL | 408000 | Meer afbeeldingen |
| Station Den Haag Hollands Spoor: hoofdgebouw                                                                                      | Transport                | 1891-93             | D. Margadant | Stationsplein 25                     | 52° 4' 13" NB, 4° 19' 20" OL | 407956 | Meer afbeeldingen |
| Station Den Haag Hollands Spoor: Perrongebouw B                                                                                   | Winkel                   | 1888 (plaquettes)   |              | Stationsplein bij 25                 | 52° 4' 10" NB, 4° 19' 19" OL | 407997 | Station Den Haag Hollands Spoor: Perrongebouw B                                                                                   |
| Station Den Haag Hollands Spoor: Perrongebouw C                                                                                   | Transport                |                     |              | Stationsplein bij 25                 | 52° 4' 9" NB, 4° 19' 16" OL  | 407998 | Station Den Haag Hollands Spoor: Perrongebouw C                                                                                   |
| Station Den Haag Hollands Spoor: Vier beukige perronoverkapping                                                                   | Transport                | 1888-93             |              | Stationsplein bij 25                 | 52° 4' 13" NB, 4° 19' 20" OL | 407999 | Station Den Haag Hollands Spoor: Vier beukige perronoverkapping                                                                   |
| Station Den Haag Hollands Spoor: Perrongebouw A                                                                                   | Transport                |                     |              | Stationsplein bij 25                 | 52° 4' 12" NB, 4° 19' 22" OL | 407996 | Station Den Haag Hollands Spoor: Perrongebouw A                                                                                   |
| Koninklijk Paviljoen (Station HS)                                                                                                 | Transport                | 1891-93             |              | Stationsplein bij 25                 | 52° 4' 13" NB, 4° 19' 21" OL | 407995 | Meer afbeeldingen |
| Blok van vier rug-aan-rug gebouwde woningen op vierkante plattegrond, bestaande uit begane grond en verdieping onder een plat dak | Woonhuis                 | 1862-69             |              | Van Hogendorpstraat 52               | 52° 4' 20" NB, 4° 19' 6" OL  | 459818 | Blok van vier rug-aan-rug gebouwde woningen op vierkante plattegrond, bestaande uit begane grond en verdieping onder een plat dak |
| Blok van vier rug-aan-rug gebouwde woningen op vierkante plattegrond, bestaande uit begane grond en verdieping onder een plat dak | Woonhuis                 | 1862-69             |              | Van Hogendorpstraat 56               | 52° 4' 19" NB, 4° 19' 6" OL  | 459819 | Blok van vier rug-aan-rug gebouwde woningen op vierkante plattegrond, bestaande uit begane grond en verdieping onder een plat dak |
| Blok van vier rug-aan-rug gebouwde woningen op vierkante plattegrond, bestaande uit begane grond en verdieping onder een plat dak | Woonhuis                 | 1862-69             |              | Van Hogendorpstraat 68               | 52° 4' 18" NB, 4° 19' 3" OL  | 459820 | Blok van vier rug-aan-rug gebouwde woningen op vierkante plattegrond, bestaande uit begane grond en verdieping onder een plat dak |
| Blok van vier rug-aan-rug gebouwde woningen op vierkante plattegrond, bestaande uit begane grond en verdieping onder een plat dak | Woonhuis                 | 1862-69             |              | Van Hogendorpstraat 72               | 52° 4' 18" NB, 4° 19' 3" OL  | 459821 | Blok van vier rug-aan-rug gebouwde woningen op vierkante plattegrond, bestaande uit begane grond en verdieping onder een plat dak |
| Blok van vier rug-aan-rug gebouwde woningen op vierkante plattegrond, bestaande uit begane grond en verdieping onder een plat dak | Woonhuis                 | 1862-69             |              | Van Hogendorpstraat 84               | 52° 4' 18" NB, 4° 19' 2" OL  | 459822 | Blok van vier rug-aan-rug gebouwde woningen op vierkante plattegrond, bestaande uit begane grond en verdieping onder een plat dak |
| Blok van vier rug-aan-rug gebouwde woningen op vierkante plattegrond, bestaande uit begane grond en verdieping onder een plat dak | Woonhuis                 | 1862-69             |              | Van Hogendorpstraat 88               | 52° 4' 18" NB, 4° 19' 2" OL  | 459823 | Blok van vier rug-aan-rug gebouwde woningen op vierkante plattegrond, bestaande uit begane grond en verdieping onder een plat dak |
| Blok van vier rug-aan-rug gebouwde woningen op vierkante plattegrond, bestaande uit begane grond en verdieping onder een plat dak | Woonhuis                 | 1862-69             |              | Van Hogendorpstraat 100              | 52° 4' 19" NB, 4° 19' 4" OL  | 461418 | Blok van vier rug-aan-rug gebouwde woningen op vierkante plattegrond, bestaande uit begane grond en verdieping onder een plat dak |
| Blok van vier rug-aan-rug gebouwde woningen op vierkante plattegrond, bestaande uit begane grond en verdieping onder een plat dak | Woonhuis                 | 1862-69             |              | Van Hogendorpstraat 104              | 52° 4' 18" NB, 4° 19' 4" OL  | 461419 | Blok van vier rug-aan-rug gebouwde woningen op vierkante plattegrond, bestaande uit begane grond en verdieping onder een plat dak |
| Blok van vier rug-aan-rug gebouwde woningen op vierkante plattegrond, bestaande uit begane grond en verdieping onder een plat dak | Woonhuis                 | 1862-69             |              | Van Hogendorpstraat 116              | 52° 4' 19" NB, 4° 19' 6" OL  | 461420 | Blok van vier rug-aan-rug gebouwde woningen op vierkante plattegrond, bestaande uit begane grond en verdieping onder een plat dak |
| Blok van vier rug-aan-rug gebouwde woningen op vierkante plattegrond, bestaande uit begane grond en verdieping onder een plat dak | Woonhuis                 | 1914 (huidige vorm) |              | Van Hogendorpstraat 120              | 52° 4' 18" NB, 4° 19' 1" OL  | 461421 | Blok van vier rug-aan-rug gebouwde woningen op vierkante plattegrond, bestaande uit begane grond en verdieping onder een plat dak |
| Blok van vier rug-aan-rug gebouwde woningen op vierkante plattegrond, bestaande uit begane grond en verdieping onder een plat dak | Woonhuis                 | 1862-69             |              | Van Hogendorpstraat 132              | 52° 4' 18" NB, 4° 19' 1" OL  | 461422 | Blok van vier rug-aan-rug gebouwde woningen op vierkante plattegrond, bestaande uit begane grond en verdieping onder een plat dak |
| Blok van vier rug-aan-rug gebouwde woningen op vierkante plattegrond, bestaande uit begane grond en verdieping onder een plat dak | Woonhuis                 | 1862-69             |              | Van Hogendorpstraat 136              | 52° 4' 18" NB, 4° 19' 1" OL  | 461423 | Blok van vier rug-aan-rug gebouwde woningen op vierkante plattegrond, bestaande uit begane grond en verdieping onder een plat dak |
| Blok van vier rug-aan-rug gebouwde woningen op vierkante plattegrond, bestaande uit begane grond en verdieping onder een plat dak | Woonhuis                 | 1862-69             |              | Van Hogendorpstraat 148              | 52° 4' 18" NB, 4° 19' 1" OL  | 461424 | Blok van vier rug-aan-rug gebouwde woningen op vierkante plattegrond, bestaande uit begane grond en verdieping onder een plat dak |
| Blok van vier rug-aan-rug gebouwde woningen op vierkante plattegrond, bestaande uit begane grond en verdieping onder een plat dak | Woonhuis                 | 1862-69             |              | Van Hogendorpstraat 152              | 52° 4' 17" NB, 4° 19' 2" OL  | 461425 | Blok van vier rug-aan-rug gebouwde woningen op vierkante plattegrond, bestaande uit begane grond en verdieping onder een plat dak |

## Transvaalkwartier
Het Transvaalkwartier kent 1 rijksmonument:
| Object               | Oorspronkelijke functie? | Bouwjaar | Architect    | Locatie           | Coördinaten?                 | Nr.?   | Afbeelding        |
| -------------------- | ------------------------ | -------- | ------------ | ----------------- | ---------------------------- | ------ | ----------------- |
| Gemeentelijk Badhuis | Gezondheidszorg          | 1925     | A.A. Schadee | Spionkopstraat 11 | 52° 3' 40" NB, 4° 17' 44" OL | 487566 | Meer afbeeldingen |

## Uilebomen
De buurt Uilebomen in de wijk Centrum kent 6 rijksmonumenten:
| Object | Oorspronkelijke functie? | Bouwjaar              | Architect  | Locatie        | Coördinaten?                 | Nr.?   | Afbeelding                                                                              |
| --- | ------------------------ | --------------------- | ---------- | -------------- | ---------------------------- | ------ | --------------------------------------------------------------------------------------- |
| Magazijn en kantoorpand | Handel en kantoor        | 1915-16               | J. Limburg | Herengracht 9  | 52° 4' 50" NB, 4° 19' 8" OL  | 459714 | Meer afbeeldingen                                                                       |
| Theater Heerengracht | Werk-woonhuis            | eerste helft 19e eeuw |            | Herengracht 13 | 52° 4' 50" NB, 4° 19' 9" OL  | 17524  | Theater Heerengracht                                                                    |
| Pand met baksteengevel in Lodewijk XV stijl, de naar voren springende hoekpartijen bevatten deuren, die met de daarboven gelegen vensters in een rijke gebeeldhouwde omlijsting zijn gevat | Woonhuis                 |                       |            | Herengracht 19 | 52° 4' 51" NB, 4° 19' 11" OL | 17525  | Meer afbeeldingen                                                                       |
| Voormalig herenhuis met natuurstenen lijstgevel in de stijl van de ""Um 1800-Bewegung"" | Woonhuis                 | ca. 1910              |            | Herengracht 21 | 52° 4' 51" NB, 4° 19' 12" OL | 459715 | Voormalig herenhuis met natuurstenen lijstgevel in de stijl van de ""Um 1800-Bewegung"" |
| Pand op hardstenen basement, Lodewijk XVI interieurs | Woonhuis                 | laat 18e eeuw         |            | Herengracht 23 | 52° 4' 52" NB, 4° 19' 12" OL | 17526  | Meer afbeeldingen                                                                       |
| Logement van Rotterdam, thans Ministerie van Defensie | Logement                 | 1739-1746             |            | Plein 4        | 52° 4' 45" NB, 4° 18' 57" OL | 17882  | Meer afbeeldingen                                                                       |

## Voorhout
De buurt Voorhout in de wijk Centrum kent 302 rijksmonumenten, zie de lijst van rijksmonumenten in Voorhout (Den Haag)

## Willemspark
Het Willemspark kent 89 rijksmonumenten:
| Object | Oorspronkelijke functie?  | Bouwjaar              | Architect                             | Locatie                                   | Coördinaten?                 | Nr.?   | Afbeelding |
| --- | ------------------------- | --------------------- | ------------------------------------- | ----------------------------------------- | ---------------------------- | ------ | --- |
| Statig woonhuis | Woonhuis                  | ca. 1860              |                                       | Alexanderstraat 1                         | 52° 5' 6" NB, 4° 18' 25" OL  | 17412  | Meer afbeeldingen |
| Statig woonhuis | Woonhuis                  | ca. 1860              |                                       | Alexanderstraat 2                         | 52° 5' 4" NB, 4° 18' 20" OL  | 17424  | Meer afbeeldingen |
| Statig woonhuis | Woonhuis                  | ca. 1860              |                                       | Alexanderstraat 3                         | 52° 5' 6" NB, 4° 18' 23" OL  | 17413  | Meer afbeeldingen |
| Statig woonhuis | Woonhuis                  | ca. 1860              |                                       | Alexanderstraat 4 en 6                    | 52° 5' 6" NB, 4° 18' 22" OL  | 17425  | Statig woonhuis |
| Statig woonhuis | Woonhuis                  | ca. 1860              |                                       | Alexanderstraat 7                         | 52° 5' 7" NB, 4° 18' 22" OL  | 17414  | Meer afbeeldingen |
| Statig woonhuis | Woonhuis                  | ca. 1860              |                                       | Alexanderstraat 8                         | 52° 5' 6" NB, 4° 18' 21" OL  | 17426  | Statig woonhuis |
| Statig woonhuis | Woonhuis                  | ca. 1860              |                                       | Alexanderstraat 9                         | 52° 5' 7" NB, 4° 18' 22" OL  | 17415  | Meer afbeeldingen |
| Statig woonhuis | Woonhuis                  | ca. 1860              |                                       | Alexanderstraat 10                        | 52° 5' 7" NB, 4° 18' 20" OL  | 17427  | Statig woonhuis |
| Statig woonhuis | Woonhuis                  | ca. 1860              |                                       | Alexanderstraat 11                        | 52° 5' 8" NB, 4° 18' 22" OL  | 17416  | Statig woonhuis |
| Statig woonhuis | Woonhuis                  | ca. 1860              |                                       | Alexanderstraat 11                        | 52° 5' 8" NB, 4° 18' 21" OL  | 17417  | Statig woonhuis |
| Statig woonhuis | Woonhuis                  | ca. 1860              |                                       | Alexanderstraat 11                        | 52° 5' 9" NB, 4° 18' 21" OL  | 17418  | Meer afbeeldingen |
| Statig woonhuis | Woonhuis                  | ca. 1860              |                                       | Alexanderstraat 12                        | 52° 5' 7" NB, 4° 18' 20" OL  | 17428  | Statig woonhuis |
| Statig woonhuis | Woonhuis                  | ca. 1860              |                                       | Alexanderstraat 14                        | 52° 5' 8" NB, 4° 18' 19" OL  | 17429  | Statig woonhuis |
| Statig woonhuis | Woonhuis                  | ca. 1860              |                                       | Alexanderstraat 16                        | 52° 5' 8" NB, 4° 18' 19" OL  | 17430  | Statig woonhuis |
| Statig woonhuis | Woonhuis                  | ca. 1860              |                                       | Alexanderstraat 17                        | 52° 5' 13" NB, 4° 18' 16" OL | 17419  | Meer afbeeldingen |
| Statig woonhuis | Woonhuis                  | ca. 1860              |                                       | Alexanderstraat 18                        | 52° 5' 12" NB, 4° 18' 15" OL | 17431  | Statig woonhuis |
| Statig woonhuis | Woonhuis                  | ca. 1860              |                                       | Alexanderstraat 19                        | 52° 5' 14" NB, 4° 18' 15" OL | 17420  | Meer afbeeldingen |
| Statig woonhuis | Woonhuis                  | ca. 1860              |                                       | Alexanderstraat 20                        | 52° 5' 13" NB, 4° 18' 14" OL | 17432  | Statig woonhuis |
| Status woonhuis | Woonhuis                  | ca. 1860              |                                       | Alexanderstraat 21                        | 52° 5' 14" NB, 4° 18' 15" OL | 17421  | Meer afbeeldingen |
| Statig woonhuis | Woonhuis                  | ca. 1860              |                                       | Alexanderstraat 22                        | 52° 5' 13" NB, 4° 18' 14" OL | 17433  | Statig woonhuis |
| Statig woonhuis | Woonhuis                  | ca. 1860              |                                       | Alexanderstraat 23                        | 52° 5' 14" NB, 4° 18' 14" OL | 17422  | Meer afbeeldingen |
| Statig woonhuis | Woonhuis                  | ca. 1860              |                                       | Alexanderstraat 24                        | 52° 5' 13" NB, 4° 18' 13" OL | 17434  | Statig woonhuis |
| Statig woonhuis | Woonhuis                  | ca. 1860              |                                       | Alexanderstraat 25                        | 52° 5' 15" NB, 4° 18' 14" OL | 17423  | Statig woonhuis |
| Statig woonhuis | Woonhuis                  | ca. 1860              |                                       | Alexanderstraat 26                        | 52° 5' 14" NB, 4° 18' 12" OL | 17435  | Statig woonhuis |
| Vrijstaand herenhuis op vierkante plattegrond in de neoclassicistische traditie                                                                | Woonhuis                  | 1846                  | J.E. van Ellinkhuizen                 | Frederikstraat 2                          | 52° 5' 12" NB, 4° 18' 40" OL | 452770 | Vrijstaand herenhuis op vierkante plattegrond in de neoclassicistische traditie                                        |
| Bouwblok op rechthoekige plattegrond bestaande uit vier casco's met vier winkels en bovenhuizen in neorenaissancestijl                         | Werk-woonhuis             | 1882-83               | A. Stigter                            | Frederikstraat 8                          | 52° 5' 13" NB, 4° 18' 39" OL | 459728 | Meer afbeeldingen |
| Hooikadebrug, gietijzeren brug | Brug                      | 1866                  |                                       | Gietijzeren Brug a/d Hooikade             | 52° 5' 6" NB, 4° 18' 50" OL  | 459719 | Meer afbeeldingen |
| Pand met versierde ingangspartij en stoep | Woonhuis                  | vroeg 19e eeuw        |                                       | Houtweg 1                                 | 52° 5' 6" NB, 4° 18' 51" OL  | 17547  | Meer afbeeldingen |
| Pand met versierde ingangspartij en stoep | Woonhuis                  | vroeg 19e eeuw        |                                       | Houtweg 2                                 | 52° 5' 6" NB, 4° 18' 51" OL  | 17548  | Meer afbeeldingen |
| Pand met rood gesausde voorgevel en gepleisterde achtergevel                                                                                   | Woonhuis                  | 18e eeuw              |                                       | Houtweg 3                                 | 52° 5' 6" NB, 4° 18' 51" OL  | 17549  | Meer afbeeldingen |
| Statig woonhuis van harmonische architectuur                                                                                                   | Woonhuis                  | ca. 1860              |                                       | Koninginnegracht 25                       | 52° 5' 18" NB, 4° 18' 46" OL | 17631  | Meer afbeeldingen |
| Statig woonhuis van harmonische architectuur                                                                                                   | Woonhuis                  | ca. 1860              |                                       | Koninginnegracht 26                       | 52° 5' 19" NB, 4° 18' 46" OL | 17632  | Meer afbeeldingen |
| Statig woonhuis van harmonische architectuur                                                                                                   | Woonhuis                  | ca. 1860              |                                       | Koninginnegracht 27                       | 52° 5' 19" NB, 4° 18' 46" OL | 17633  | Meer afbeeldingen |
| Statig woonhuis van harmonische architectuur                                                                                                   | Woonhuis                  | ca. 1860              |                                       | Koninginnegracht 28                       | 52° 5' 19" NB, 4° 18' 45" OL | 17634  | Meer afbeeldingen |
| Statig woonhuis van harmonische architectuur                                                                                                   | Woonhuis                  | ca. 1860              |                                       | Koninginnegracht 29                       | 52° 5' 20" NB, 4° 18' 45" OL | 17635  | Meer afbeeldingen |
| Statig woonhuis van harmonische architectuur                                                                                                   | Woonhuis                  | ca. 1860              |                                       | Koninginnegracht 30                       | 52° 5' 20" NB, 4° 18' 45" OL | 17636  | Meer afbeeldingen |
| Statig woonhuis van harmonische architectuur                                                                                                   | Woonhuis                  | ca. 1860              |                                       | Koninginnegracht 31                       | 52° 5' 21" NB, 4° 18' 45" OL | 17637  | Meer afbeeldingen |
| Statig woonhuis van harmonische architectuur                                                                                                   | Woonhuis                  | ca. 1860              |                                       | Koninginnegracht 32                       | 52° 5' 21" NB, 4° 18' 44" OL | 17638  | Meer afbeeldingen |
| Statig woonhuis van harmonische architectuur                                                                                                   | Woonhuis                  | ca. 1860              |                                       | Koninginnegracht 33                       | 52° 5' 21" NB, 4° 18' 44" OL | 17639  | Meer afbeeldingen |
| Statig woonhuis van harmonische architectuur                                                                                                   | Woonhuis                  | ca. 1860              |                                       | Koninginnegracht 34                       | 52° 5' 22" NB, 4° 18' 44" OL | 17640  | Meer afbeeldingen |
| Statig woonhuis van harmonische architectuur                                                                                                   | Woonhuis                  | ca. 1860              |                                       | Koninginnegracht 35                       | 52° 5' 22" NB, 4° 18' 43" OL | 17641  | Meer afbeeldingen |
| Nassaubrug | Brug                      | tweede kwart 19e eeuw |                                       | Boogbrug tussen Mauritskade en Nassaulaan | 52° 5' 8" NB, 4° 18' 32" OL  | 17757  | Meer afbeeldingen |
| Voornaam woonhuis in bakstenen neogotiek naar Engelse trant                                                                                    | Woonhuis                  | midden 19e eeuw       |                                       | Nassaulaan 3                              | 52° 5' 6" NB, 4° 18' 31" OL  | 17779  | Voornaam woonhuis in bakstenen neogotiek naar Engelse trant                                                            |
| Voornaam woonhuis in bakstenen neogotiek naar Engelse trant                                                                                    | Woonhuis                  | midden 19e eeuw       |                                       | Nassaulaan 4                              | 52° 5' 10" NB, 4° 18' 31" OL | 17780  | Voornaam woonhuis in bakstenen neogotiek naar Engelse trant                                                            |
| Voornaam woonhuis in bakstenen neogotiek naar Engelse trant                                                                                    | Woonhuis                  | midden 19e eeuw       |                                       | Nassaulaan 5                              | 52° 5' 10" NB, 4° 18' 31" OL | 17781  | Voornaam woonhuis in bakstenen neogotiek naar Engelse trant                                                            |
| Voornaam woonhuis in bakstenen neogotiek naar Engelse trant                                                                                    | Woonhuis                  | midden 19e eeuw       |                                       | Nassaulaan 6                              | 52° 5' 11" NB, 4° 18' 31" OL | 17782  | Meer afbeeldingen |
| Voornaam woonhuis in bakstenen neogotiek naar Engelse trant                                                                                    | Woonhuis                  | midden 19e eeuw       |                                       | Nassaulaan 7                              | 52° 5' 11" NB, 4° 18' 30" OL | 17783  | Meer afbeeldingen |
| Voornaam woonhuis in bakstenen neogotiek naar Engelse trant                                                                                    | Woonhuis                  | midden 19e eeuw       |                                       | Nassaulaan 8                              | 52° 5' 11" NB, 4° 18' 30" OL | 17784  | Meer afbeeldingen |
| Voornaam woonhuis in bakstenen neogotiek naar Engelse trant                                                                                    | Woonhuis                  | midden 19e eeuw       |                                       | Nassaulaan 9                              | 52° 5' 11" NB, 4° 18' 30" OL | 17785  | Meer afbeeldingen |
| Voornaam woonhuis in bakstenen neogotiek naar Engelse trant                                                                                    | Woonhuis                  | midden 19e eeuw       |                                       | Nassaulaan 10                             | 52° 5' 11" NB, 4° 18' 30" OL | 17786  | Meer afbeeldingen |
| Voornaam woonhuis in bakstenen neogotiek naar Engelse trant                                                                                    | Dienstwoning              | midden 19e eeuw       |                                       | Nassaulaan 11                             | 52° 5' 12" NB, 4° 18' 29" OL | 17787  | Meer afbeeldingen |
| Willemskerk / Willemshof | Kerk en kerkonderdeel     | 1895                  | G. Brouwer Sr.                        | Nassaulaan 12                             | 52° 5' 14" NB, 4° 18' 28" OL | 17788  | Meer afbeeldingen |
| Voornaam woonhuis in bakstenen neogotiek naar Engelse trant                                                                                    | Woonhuis                  | midden 19e eeuw       |                                       | Nassaulaan 14                             | 52° 5' 15" NB, 4° 18' 26" OL | 17789  | Meer afbeeldingen |
| Voornaam woonhuis in bakstenen neogotiek naar Engelse trant                                                                                    | Woonhuis                  | midden 19e eeuw       |                                       | Nassaulaan 15                             | 52° 5' 16" NB, 4° 18' 26" OL | 17790  | Meer afbeeldingen |
| Voornaam woonhuis in bakstenen neogotiek naar Engelse trant                                                                                    | Woonhuis                  | midden 19e eeuw       |                                       | Nassaulaan 16                             | 52° 5' 16" NB, 4° 18' 25" OL | 17791  | Meer afbeeldingen |
| Voornaam woonhuis in bakstenen neogotiek naar Engelse trant                                                                                    | Woonhuis                  | midden 19e eeuw       |                                       | Nassaulaan 17                             | 52° 5' 16" NB, 4° 18' 25" OL | 17792  | Meer afbeeldingen |
| Voornaam woonhuis in bakstenen neogotiek naar Engelse trant                                                                                    | Woonhuis                  | midden 19e eeuw       |                                       | Nassaulaan 18                             | 52° 5' 16" NB, 4° 18' 25" OL | 17793  | Meer afbeeldingen |
| Voornaam woonhuis in bakstenen neogotiek naar Engelse trant                                                                                    | Woonhuis                  | midden 19e eeuw       |                                       | Nassaulaan 19                             | 52° 5' 17" NB, 4° 18' 24" OL | 17794  | Meer afbeeldingen |
| Voornaam woonhuis in bakstenen neogotiek naar Engelse trant                                                                                    | Woonhuis                  | midden 19e eeuw       |                                       | Nassaulaan 20                             | 52° 5' 17" NB, 4° 18' 24" OL | 17795  | Meer afbeeldingen |
| Voornaam woonhuis in bakstenen neogotiek naar Engelse trant                                                                                    | Woonhuis                  | midden 19e eeuw       |                                       | Nassaulaan 21                             | 52° 5' 18" NB, 4° 18' 24" OL | 17796  | Voornaam woonhuis in bakstenen neogotiek naar Engelse trant                                                            |
| Voornaam woonhuis in bakstenen neogotiek naar Engelse trant                                                                                    | Woonhuis                  | midden 19e eeuw       |                                       | Nassaulaan 22                             | 52° 5' 18" NB, 4° 18' 24" OL | 17797  | Voornaam woonhuis in bakstenen neogotiek naar Engelse trant                                                            |
| Voornaam woonhuis in bakstenen neogotiek naar Engelse trant                                                                                    | Woonhuis                  | midden 19e eeuw       |                                       | Nassaulaan 23                             | 52° 5' 18" NB, 4° 18' 23" OL | 17798  | Meer afbeeldingen |
| Onafhankelijkheidsmonument | Gedenkteken               | 1869                  | J.P. Koelman                          | Plein 1813 z.n.                           | 52° 5' 10" NB, 4° 18' 15" OL | 17885  | Meer afbeeldingen |
| Statig woonhuis van harmonische architectuur                                                                                                   | Woonhuis                  | ca. 1860              |                                       | Plein 1813 1                              | 52° 5' 8" NB, 4° 18' 16" OL  | 17886  | Meer afbeeldingen |
| Statig woonhuis van harmonische architectuur                                                                                                   | Woonhuis                  | ca. 1860              |                                       | Plein 1813 2                              | 52° 5' 10" NB, 4° 18' 22" OL | 17887  | Meer afbeeldingen |
| Statig woonhuis van harmonische architectuur                                                                                                   | Woonhuis                  | ca. 1860)             |                                       | Plein 1813 3                              | 52° 5' 13" NB, 4° 18' 19" OL | 17888  | Statig woonhuis van harmonische architectuur                                                                           |
| Statig woonhuis van harmonische architectuur                                                                                                   | Woonhuis                  | ca. 1860              |                                       | Plein 1813 4                              | 52° 5' 11" NB, 4° 18' 13" OL | 17889  | Meer afbeeldingen |
| Bouwblok met winkels en bovenwoningen op een rechthoekige plattegrond in eclectische neorenaissance                                            | Werk-woonhuis             | 1882-83               | H.P. Swart                            | Frederikstraat 6 / Prinses Mariestraat    | 52° 5' 12" NB, 4° 18' 40" OL | 452774 | Bouwblok met winkels en bovenwoningen op een rechthoekige plattegrond in eclectische neorenaissance                    |
| Bouwblok op rechthoekige plattegrond bestaande uit vier casco's met vier winkels en bovenhuizen in neorenaissancestijl                         | Werk-woonhuis             | 1882-83               | A. Stigter                            | Prinses Mariestraat 3                     | 52° 5' 12" NB, 4° 18' 39" OL | 452771 | Bouwblok op rechthoekige plattegrond bestaande uit vier casco's met vier winkels en bovenhuizen in neorenaissancestijl |
| Bouwblok op een rechthoekige plattegrond met winkels en bovenwoningen in eclectische neorenaissance                                            | Werk-woonhuis             | 1882-83               | H.P. Swart                            | Prinses Mariestraat 4                     | 52° 5' 12" NB, 4° 18' 39" OL | 459729 | Bouwblok op een rechthoekige plattegrond met winkels en bovenwoningen in eclectische neorenaissance                    |
| Woonhuis bestaande uit een voorhuis en een achterhuis gelijktijdig gebouwd met het complex winkel-woonhuizen                                   | Woonhuis                  | 1882-83               | H.P. Swart (voorhuis)                 | Prinses Mariestraat 6A                    | 52° 5' 12" NB, 4° 18' 39" OL | 452775 | Woonhuis bestaande uit een voorhuis en een achterhuis gelijktijdig gebouwd met het complex winkel-woonhuizen           |
| Bouwblok op rechthoekige plattegrond bestaande uit vier casco's met vier winkels en bovenhuizen in neorenaissancestijl                         | Werk-woonhuis             | 1882-83               | A. Stigter                            | Prinses Mariestraat 7                     | 52° 5' 12" NB, 4° 18' 39" OL | 452772 | Bouwblok op rechthoekige plattegrond bestaande uit vier casco's met vier winkels en bovenhuizen in neorenaissancestijl |
| Bouwblok op rechthoekige plattegrond bestaande uit vier casco's met vier winkels en bovenhuizen in neorenaissancestijl                         | Werk-woonhuis             | 1882-83               | A. Stigter                            | Prinses Mariestraat 7B                    | 52° 5' 12" NB, 4° 18' 39" OL | 452773 | Bouwblok op rechthoekige plattegrond bestaande uit vier casco's met vier winkels en bovenhuizen in neorenaissancestijl |
| Hofje Lammersstichting | Sociale zorg, liefdadigh. | 1875                  |                                       | Schelpstraat 5                            | 52° 5' 13" NB, 4° 18' 32" OL | 452776 | Meer afbeeldingen |
| Woonhuis van harmonische architectuur | Woonhuis                  | ca. 1860)             |                                       | Sophialaan 1                              | 52° 5' 7" NB, 4° 18' 11" OL  | 17988  | Meer afbeeldingen |
| Woonhuis van harmonische architectuur | Woonhuis                  | ca. 1860)             |                                       | Sophialaan 1A                             | 52° 5' 7" NB, 4° 18' 12" OL  | 17989  | Woonhuis van harmonische architectuur                                                                                  |
| Woonhuis van harmonische architectuur | Woonhuis                  | ca. 1860)             |                                       | Sophialaan 2                              | 52° 5' 8" NB, 4° 18' 10" OL  | 17992  | Meer afbeeldingen |
| Woonhuis van harmonische architectuur | Woonhuis                  | ca. 1860)             |                                       | Sophialaan 4                              | 52° 5' 9" NB, 4° 18' 12" OL  | 17993  | Woonhuis van harmonische architectuur                                                                                  |
| Woonhuis van harmonische architectuur | Woonhuis                  | ca. 1860)             |                                       | Sophialaan 9                              | 52° 5' 12" NB, 4° 18' 24" OL | 17990  | Woonhuis van harmonische architectuur                                                                                  |
| Woonhuis van harmonische architectuur | Woonhuis                  | ca. 1860)             |                                       | Sophialaan 10                             | 52° 5' 13" NB, 4° 18' 23" OL | 17994  | Meer afbeeldingen |
| Woonhuis van harmonische architectuur | Woonhuis                  | ca. 1860)             |                                       | Sophialaan 11                             | 52° 5' 12" NB, 4° 18' 25" OL | 17991  | Woonhuis van harmonische architectuur                                                                                  |
| Woonhuis van harmonische architectuur | Woonhuis                  | ca. 1860)             |                                       | Sophialaan 12                             | 52° 5' 13" NB, 4° 18' 24" OL | 17995  | Woonhuis van harmonische architectuur                                                                                  |
| Panorama Mesdag | Welzijn, kunst en cultuur | 1881                  | G. Klomp                              | Zeestraat 65                              | 52° 5' 5" NB, 4° 18' 12" OL  | 18113  | Panorama Mesdag |
| Statig woonhuis van harmonische architectuur                                                                                                   | Woonhuis                  | ca. 1860              |                                       | Zeestraat 67                              | 52° 5' 9" NB, 4° 18' 9" OL   | 18114  | Meer afbeeldingen |
| Statig woonhuis van harmonische architectuur                                                                                                   | Woonhuis                  | ca. 1860              |                                       | Zeestraat 69                              | 52° 5' 9" NB, 4° 18' 9" OL   | 18115  | Meer afbeeldingen |
| Statig woonhuis van harmonische architectuur                                                                                                   | Handel en kantoor         | ca. 1860              |                                       | Zeestraat 71                              | 52° 5' 9" NB, 4° 18' 9" OL   | 18116  | Meer afbeeldingen |
| Statig woonhuis van harmonische architectuur                                                                                                   | Woonhuis                  | ca. 1860              |                                       | Zeestraat 77                              | 52° 5' 9" NB, 4° 18' 8" OL   | 18117  | Statig woonhuis van harmonische architectuur                                                                           |
| Statig woonhuis van harmonische architectuur                                                                                                   | Woonhuis                  | ca. 1860              |                                       | Zeestraat 85                              | 52° 5' 10" NB, 4° 18' 8" OL  | 18118  | Statig woonhuis van harmonische architectuur                                                                           |
| Flatgebouw Willemspark | Appartementengebouw       | 1929-1931             | A.H. Wegerif                          | Zeestraat 73                              | 52° 5' 12" NB, 4° 18' 8" OL  | 452777 | Meer afbeeldingen |
| Katholiek Apostolische Kerk | Kerk en kerkonderdeel     | 1868                  | C.W. van Capellen                     | 1e De Riemerstraat 1                      | 52° 4' 47" NB, 4° 18' 3" OL  | 452781 | Meer afbeeldingen |
| Bouwblok van vier winkel-woonhuizen in overgangsarchitectuur                                                                                   | Werk-woonhuis             | 1899-1900             | J.W. Bosboom                          | Anna Paulownaplein 10                     | 52° 5' 4" NB, 4° 18' 0" OL   | 452778 | Meer afbeeldingen |
| Winkel-woonhuis in art nouveau op rechthoekige plattegrond                                                                                     | Werk-woonhuis             | 1901                  | J.W. Bosboom                          | Anna Paulownastraat 73                    | 52° 5' 7" NB, 4° 17' 58" OL  | 452779 | Meer afbeeldingen |
| Vredespaleis | Gerechtsgebouw            | 1907-13               | L.M. Cordonnier; J.A.G. van der Steur | Carnegieplein 2                           | 52° 5' 12" NB, 4° 17' 45" OL | 333074 | Meer afbeeldingen |
| Pastorie Kerk Elandstraat | Kerkelijke dienstwoning   | 1877-78               |                                       | Da Costastraat 44                         | 52° 4' 44" NB, 4° 17' 43" OL | 459727 | Pastorie Kerk Elandstraat                                                                                              |
| Elandkerk | Kerk en kerkonderdeel     | 1891-92               | N. Molenaar sr.                       | Elandstraat 194                           | 52° 4' 45" NB, 4° 17' 39" OL | 17509  | Meer afbeeldingen |
| Voormalig hoofdkantoor van de centrale directie van de P.T.T. op U-vormige plattegrond                                                         | Overheidsgebouw           | 1920                  | G.C. Bremer                           | Kortenaerkade 11                          | 52° 5' 1" NB, 4° 18' 9" OL   | 452782 | Voormalig hoofdkantoor van de centrale directie van de P.T.T. op U-vormige plattegrond                                 |
| Voormalig hoofdkantoor van de centrale directie van de P.T.T. op vierkante plattegrond met binnenplaats                                        | Overheidsgebouw           | 1920-23               | G.C. Bremer                           | Kortenaerkade 12                          | 52° 5' 2" NB, 4° 18' 12" OL  | 452783 | Meer afbeeldingen |
| Museum Mesdag | Welzijn, kunst en cultuur | 1886-1887             | H. van Jaarsveld                      | Laan van Meerdervoort 7F                  | 52° 5' 6" NB, 4° 17' 52" OL  | 477398 | Meer afbeeldingen |
| Rechterdeel van een dubbel herenhuis | Woonhuis                  | 1869-1870             | S. de Clerq (rechterdeel)             | Laan van Meerdervoort 9                   | 52° 5' 9" NB, 4° 17' 51" OL  | 477399 | Rechterdeel van een dubbel herenhuis                                                                                   |
| Linkerdeel van een dubbel herenhuis | Woonhuis                  | 1869-1870             | S. de Clerq (linkerdeel)              | Laan van Meerdervoort 11                  | 52° 5' 9" NB, 4° 17' 51" OL  | 477400 | Linkerdeel van een dubbel herenhuis                                                                                    |
| Flatgebouw Oldenhove | Appartementengebouw       | 1928-1932             | F.A. Warners                          | Laan van Meerdervoort 50D/52              | 52° 5' 7" NB, 4° 17' 47" OL  | 452789 | Meer afbeeldingen |
| Bouwblok op complexe plattegrond bestaande uit vier casco's met van oorsprong zes woningen in overgangsarchitectuur met art nouveau decoraties | Woonhuis                  | 1902                  | J. Olthuis                            | Laan van Meerdervoort 164                 | 52° 4' 55" NB, 4° 17' 18" OL | 452784 | Meer afbeeldingen |
| Bankgebouw op onregelmatige plattegrond in de stijl van de ""Um 1800-Bewegung""                                                                | Handel en kantoor         | 1909                  | J.C. van Dorsser                      | Prins Hendrikplein 14                     | 52° 4' 55" NB, 4° 17' 39" OL | 452785 | Meer afbeeldingen |
| Huize Meyer de Vries | Handel en kantoor         | 1914                  | F.A. Bodde                            | Prins Hendrikstraat 39                    | 52° 4' 56" NB, 4° 17' 37" OL | 452786 | Meer afbeeldingen |
| Aan drie zijden vrijstaand herenhuis in eclectische bouwstijl                                                                                  | Woonhuis                  | 1875                  |                                       | Scheveningseweg 6                         | 52° 5' 13" NB, 4° 17' 59" OL | 477393 | Aan drie zijden vrijstaand herenhuis in eclectische bouwstijl                                                          |
| Herenhuis, gebouwd door de aannemer-architecten Bernhard Kuhnel en Johann Diedrich Meiners in eclectische bouwstijl                            | Woonhuis                  | 1868                  | B. Kuhnel; J.D. Meiners               | Scheveningseweg 8                         | 52° 5' 13" NB, 4° 17' 59" OL | 477394 | Herenhuis, gebouwd door de aannemer-architecten Bernhard Kuhnel en Johann Diedrich Meiners in eclectische bouwstijl    |
| Herenhuis, gebouwd door de aannemer-architecten Bernhard Kuhnel en Johann Diedrich Meiners in eclectische bouwstijl                            | Woonhuis                  | 1868                  | B. Kuhnel; J.D. Meiners               | Scheveningseweg 10                        | 52° 5' 13" NB, 4° 17' 58" OL | 477395 | Herenhuis, gebouwd door de aannemer-architecten Bernhard Kuhnel en Johann Diedrich Meiners in eclectische bouwstijl    |
| Herenhuis, gebouwd door de aannemer-architecten Bernhard Kuhnel en Johann Diedrich Meiners in eclectische bouwstijl                            | Woonhuis                  | 1868                  | B. Kuhnel; J.D. Meiners               | Scheveningseweg 12A                       | 52° 5' 13" NB, 4° 17' 57" OL | 477396 | Herenhuis, gebouwd door de aannemer-architecten Bernhard Kuhnel en Johann Diedrich Meiners in eclectische bouwstijl    |
| Vrijstaande villa in eclectische stijl op samengestelde plattegrond                                                                            | Woonhuis                  | 1876-81               |                                       | Van de Spiegelstraat 12                   | 52° 5' 4" NB, 4° 17' 46" OL  | 452787 | Vrijstaande villa in eclectische stijl op samengestelde plattegrond                                                    |
| Herenhuis op rechthoekige plattegrond in eclectische stijl                                                                                     | Woonhuis                  | 1876-81               |                                       | Van de Spiegelstraat 14                   | 52° 5' 5" NB, 4° 17' 46" OL  | 452788 | Herenhuis op rechthoekige plattegrond in eclectische stijl                                                             |
| Herenhuis op rechthoekige plattegrond in eclectische stijl                                                                                     | Woonhuis                  | 1876-81               |                                       | Van de Spiegelstraat 16                   | 52° 5' 5" NB, 4° 17' 46" OL  | 452790 | Herenhuis op rechthoekige plattegrond in eclectische stijl                                                             |
| Herenhuis op rechthoekige plattegrond in eclectische stijl                                                                                     | Woonhuis                  | 1876-81               |                                       | Van de Spiegelstraat 18                   | 52° 5' 6" NB, 4° 17' 45" OL  | 452791 | Herenhuis op rechthoekige plattegrond in eclectische stijl                                                             |
| Herenhuis op rechthoekige plattegrond in eclectische stijl                                                                                     | Woonhuis                  | 1880-81               |                                       | Van Speijkstraat 26                       | 52° 5' 2" NB, 4° 17' 43" OL  | 452792 | Herenhuis op rechthoekige plattegrond in eclectische stijl                                                             |
| Herenhuis op rechthoekige plattegrond in eclectische stijl                                                                                     | Woonhuis                  | 1880-81               |                                       | Van Speijkstraat 28                       | 52° 5' 2" NB, 4° 17' 42" OL  | 453010 | Herenhuis op rechthoekige plattegrond in eclectische stijl                                                             |
| Herenhuis op rechthoekige plattegrond in eclectische stijl                                                                                     | Woonhuis                  | 1880-81               |                                       | Van Speijkstraat 30                       | 52° 5' 2" NB, 4° 17' 42" OL  | 453011 | Herenhuis op rechthoekige plattegrond in eclectische stijl                                                             |
| Herenhuis op rechthoekige plattegrond in eclectische stijl                                                                                     | Woonhuis                  | 1880-81               |                                       | Van Speijkstraat 32                       | 52° 5' 2" NB, 4° 17' 42" OL  | 453012 | Herenhuis op rechthoekige plattegrond in eclectische stijl                                                             |
| Pakhuis | Opslag                    | 1901                  |                                       | Veenkade 33                               | 52° 4' 46" NB, 4° 18' 6" OL  | 453013 | Meer afbeeldingen |
| Statig woonhuis van harmonische architectuur                                                                                                   | Woonhuis                  | ca. 1860              |                                       | Zeestraat 62                              | 52° 5' 6" NB, 4° 18' 10" OL  | 18119  | Meer afbeeldingen |
| Statig woonhuis van harmonische architectuur                                                                                                   | Woonhuis                  | ca. 1860              |                                       | Zeestraat 64                              | 52° 5' 6" NB, 4° 18' 9" OL   | 18120  | Statig woonhuis van harmonische architectuur                                                                           |
| Statig woonhuis van harmonische architectuur                                                                                                   | Woonhuis                  | ca. 1860              |                                       | Zeestraat 66                              | 52° 5' 7" NB, 4° 18' 9" OL   | 18121  | Statig woonhuis van harmonische architectuur                                                                           |
| Statig woonhuis van harmonische architectuur                                                                                                   | Woonhuis                  | ca. 1860              |                                       | Zeestraat 66A                             | 52° 5' 7" NB, 4° 18' 8" OL   | 18122  | Statig woonhuis van harmonische architectuur                                                                           |
| Statig woonhuis van harmonische architectuur                                                                                                   | Woonhuis                  | ca. 1860              |                                       | Zeestraat 66B                             | 52° 5' 7" NB, 4° 18' 8" OL   | 18123  | Meer afbeeldingen |
| Statig woonhuis van harmonische architectuur                                                                                                   | Woonhuis                  | ca. 1860              |                                       | Zeestraat 68                              | 52° 5' 7" NB, 4° 18' 8" OL   | 18124  | Meer afbeeldingen |
| Statig woonhuis van harmonische architectuur                                                                                                   | Woonhuis                  | ca. 1860              |                                       | Zeestraat 70                              | 52° 5' 8" NB, 4° 18' 8" OL   | 18125  | Meer afbeeldingen |
| Statig woonhuis van harmonische architectuur                                                                                                   | Woonhuis                  | ca. 1860              |                                       | Zeestraat 72                              | 52° 5' 8" NB, 4° 18' 7" OL   | 18126  | Meer afbeeldingen |
| Statig woonhuis | Woonhuis                  | ca. 1860              |                                       | Bazarstraat 1                             | 52° 5' 8" NB, 4° 18' 6" OL   | 17458  | Statig woonhuis |
| Statig woonhuis van harmonische architectuur                                                                                                   | Handel en kantoor         | ca. 1860              |                                       | Zeestraat 76                              | 52° 5' 9" NB, 4° 18' 7" OL   | 18127  | Meer afbeeldingen |
| Statig woonhuis van harmonische architectuur                                                                                                   | Handel en kantoor         | ca. 1860              |                                       | Zeestraat 78                              | 52° 5' 9" NB, 4° 18' 6" OL   | 18128  | Meer afbeeldingen |
| Statig woonhuis van harmonische architectuur                                                                                                   | Werk-woonhuis             | ca. 1860              |                                       | Zeestraat 80                              | 52° 5' 9" NB, 4° 18' 6" OL   | 18129  | Meer afbeeldingen |
| Statig woonhuis van harmonische architectuur                                                                                                   | Woonhuis                  | ca. 1860              |                                       | Zeestraat 84                              | 52° 5' 10" NB, 4° 18' 5" OL  | 18130  | Statig woonhuis van harmonische architectuur                                                                           |
| Statig woonhuis van harmonische architectuur                                                                                                   | Handel en kantoor         | ca. 1860              |                                       | Zeestraat 86                              | 52° 5' 10" NB, 4° 18' 5" OL  | 18131  | Statig woonhuis van harmonische architectuur                                                                           |
| Statig woonhuis van harmonische architectuur                                                                                                   | Handel en kantoor         | ca. 1860              |                                       | Zeestraat 88                              | 52° 5' 10" NB, 4° 18' 5" OL  | 18132  | Statig woonhuis van harmonische architectuur                                                                           |
| Statig woonhuis van harmonische architectuur                                                                                                   | Handel en kantoor         | ca. 1860              |                                       | Zeestraat 90                              | 52° 5' 10" NB, 4° 18' 5" OL  | 18133  | Meer afbeeldingen |
| Statig woonhuis van harmonische architectuur                                                                                                   | Woonhuis                  | ca. 1860              |                                       | Zeestraat 92                              | 52° 5' 11" NB, 4° 18' 4" OL  | 18134  | Statig woonhuis van harmonische architectuur                                                                           |
| Statig woonhuis van harmonische architectuur                                                                                                   | Woonhuis                  | ca. 1860              |                                       | Zeestraat 94                              | 52° 5' 11" NB, 4° 18' 4" OL  | 18135  | Statig woonhuis van harmonische architectuur                                                                           |
| Statig woonhuis van harmonische architectuur                                                                                                   | Woonhuis                  | ca. 1860              |                                       | Zeestraat 96                              | 52° 5' 11" NB, 4° 18' 4" OL  | 18136  | Statig woonhuis van harmonische architectuur                                                                           |
| Statig woonhuis van harmonische architectuur                                                                                                   | Woonhuis                  | ca. 1860              |                                       | Zeestraat 98                              | 52° 5' 11" NB, 4° 18' 3" OL  | 18137  | Statig woonhuis van harmonische architectuur                                                                           |
| Statig woonhuis van harmonische architectuur                                                                                                   | Woonhuis                  | ca. 1860              |                                       | Zeestraat 100                             | 52° 5' 12" NB, 4° 18' 3" OL  | 18138  | Statig woonhuis van harmonische architectuur                                                                           |

## Zuidwal
De buurt Zuidwal in de wijk Centrum kent 79 rijksmonumenten:
| Object | Oorspronkelijke functie?  | Bouwjaar                | Architect                       | Locatie                  | Coördinaten?                 | Nr.?   | Afbeelding                                                                                        |
| --- | ------------------------- | ----------------------- | ------------------------------- | ------------------------ | ---------------------------- | ------ | ------------------------------------------------------------------------------------------------- |
| Natuurstenen poort, afkomstig van het oorspronkelijke St. Nicolaasgasthuis in de Halstraat                                                                                                 | Erfscheiding              | tweede kwart 17e eeuw   |                                 | Amsterdamse Veerkade 15  | 52° 4' 29" NB, 4° 18' 57" OL | 17452  | Meer afbeeldingen                                                                                 |
| Eenvoudig pand van goede verhoudingen met lijstgevel en deuromlijsting; hardstenen stoep met stoeppalen                                                                                    | Woonhuis                  | 19e eeuw                |                                 | Bierkade 12              | 52° 4' 29" NB, 4° 19' 6" OL  | 17462  | Meer afbeeldingen                                                                                 |
| Pand met rijke rococokroonlijst | Werk-woonhuis             | 18e eeuw                |                                 | Bierkade 18              | 52° 4' 30" NB, 4° 19' 8" OL  | 17463  | Pand met rijke rococokroonlijst                                                                   |
| Pand met rijke hardstenen rococogevel met gebeeldhouwde deur en vensteromlijstingen | Appartementengebouw       |                         |                                 | Bierkade 23              | 52° 4' 30" NB, 4° 19' 9" OL  | 17464  | Pand met rijke hardstenen rococogevel met gebeeldhouwde deur en vensteromlijstingen               |
| Woonwinkelpand in op de Noord-Duitse baksteengotiek geïnspireerde neogotische stijl | Werk-woonhuis             | 1889                    | J.H.A. Mialaret                 | Boekhorststraat 3A       | 52° 4' 30" NB, 4° 18' 31" OL | 459705 | Meer afbeeldingen                                                                                 |
| Vrijstaand kantoorgebouw | Handel en kantoor         | 1908-09                 | W.F.J. Kapitz                   | Buitenom 18              | 52° 4' 20" NB, 4° 18' 13" OL | 459708 | Meer afbeeldingen                                                                                 |
| Voorgevel van voormalig Modehuis Schröder nu opgenomen in Haagsche Bluf | Winkel                    | 1906                    | L.A.H. de Wolf                  | Dagelijkse Groenmarkt 26 | 52° 4' 40" NB, 4° 18' 32" OL | 459709 | Voorgevel van voormalig Modehuis Schrödernu opgenomen in Haagsche Bluf                            |
| Pand met verdieping en zolderverdieping | Woonhuis                  | 17e eeuw                |                                 | Dunne Bierkade 12        | 52° 4' 25" NB, 4° 18' 57" OL | 17505  | Pand met verdieping en zolderverdieping                                                           |
| Gaaf Lodewijk XIV pand | Woonhuis                  |                         |                                 | Dunne Bierkade 17        | 52° 4' 24" NB, 4° 18' 56" OL | 17506  | Gaaf Lodewijk XIV pand                                                                            |
| Gaaf Lodewijk XIV pand | Woonhuis                  | eerste helft 18e eeuw   |                                 | Dunne Bierkade 18        | 52° 4' 24" NB, 4° 18' 55" OL | 17507  | Meer afbeeldingen                                                                                 |
| Gaaf Lodewijk XIV pand | Woonhuis                  |                         |                                 | Dunne Bierkade 20        | 52° 4' 24" NB, 4° 18' 55" OL | 17508  | Gaaf Lodewijk XIV pand                                                                            |
| Pand met Lodewijk XIV gevel met kroonlijst op gesneden consoles | Werk-woonhuis             |                         |                                 | Gedempte Burgwal 12      | 52° 4' 31" NB, 4° 18' 44" OL | 17510  | Pand met Lodewijk XIV gevel met kroonlijst op gesneden consoles                                   |
| Pand met gevel van verzorgd metselwerk en goede verhoudingen | Werk-woonhuis             | vroeg 19e eeuw          |                                 | Gedempte Burgwal 14      | 52° 4' 31" NB, 4° 18' 43" OL | 17511  | Meer afbeeldingen                                                                                 |
| Fors pand, kroonlijst op gesneden consoles, naar voren springende en sober versierde middenpartij                                                                                          | Appartementengebouw       | laatste helft 18e eeuw  |                                 | Gedempte Burgwal 26      | 52° 4' 30" NB, 4° 18' 42" OL | 17512  | Fors pand, kroonlijst op gesneden consoles, naar voren springende en sober versierde middenpartij |
| Pand met gave gevel met hoekpilasters en middenrisaliet. Empiredeur | Appartementengebouw       | eerste kwart 19e eeuw   |                                 | Gedempte Burgwal 34      | 52° 4' 29" NB, 4° 18' 41" OL | 17513  | Meer afbeeldingen                                                                                 |
| De Volharding | Woonhuis                  | 1927-28                 | J.W.E. Buijs; J.B. Lürsen       | Grote Marktstraat 2      | 52° 4' 32" NB, 4° 18' 34" OL | 46617  | Meer afbeeldingen                                                                                 |
| Warenhuis de Bijenkorf | Winkel                    | 1924-26                 |                                 | Grote Marktstraat 55     | 52° 4' 36" NB, 4° 18' 46" OL | 459713 | Meer afbeeldingen                                                                                 |
| Geefhuisjes | Woonhuis                  | 1665                    |                                 | Hoge Zand 2-24           | 52° 4' 24" NB, 4° 18' 29" OL | 17537  | Meer afbeeldingen                                                                                 |
| Hofje van Wouw | Sociale zorg, liefdadigh. | 1647                    |                                 | Lange Beestenmarkt 49    | 52° 4' 26" NB, 4° 18' 28" OL | 17666  | Meer afbeeldingen                                                                                 |
| Pand met gevel met kroonlijst op rococo-consoles | Woonhuis                  |                         |                                 | Lange Beestenmarkt 94    | 52° 4' 23" NB, 4° 18' 32" OL | 17667  | Meer afbeeldingen                                                                                 |
| Pand met eenvoudige bakstenen gevel | Werk-woonhuis             | 18e eeuw                |                                 | Lutherse Burgwal 1       | 52° 4' 31" NB, 4° 18' 34" OL | 17741  | Meer afbeeldingen                                                                                 |
| Pand met eenvoudige bakstenen gevel | Woonhuis                  | 18e eeuw                |                                 | Lutherse Burgwal 5       | 52° 4' 31" NB, 4° 18' 34" OL | 17742  | Meer afbeeldingen                                                                                 |
| Pand met gevel met verzorgde deurpartij | Woonhuis                  | 18e eeuw (gevel)        |                                 | Lutherse Burgwal 7       | 52° 4' 30" NB, 4° 18' 34" OL | 17743  | Meer afbeeldingen                                                                                 |
| Lutherse kerk | Kerk en kerkonderdeel     | 1759-1761               | P. de Swart                     | Lutherse Burgwal 9       | 52° 4' 30" NB, 4° 18' 35" OL | 17744  | Meer afbeeldingen                                                                                 |
| Pand met eenvoudige gevel | Woonhuis                  | 19e eeuw (gevel)        |                                 | Lutherse Burgwal 11      | 52° 4' 30" NB, 4° 18' 35" OL | 17745  | Meer afbeeldingen                                                                                 |
| Pand met bijzonder rijke toepassing van de Lodewijk XIV stijl versierde ingangstravee en kuifstukken boven de vensters, natuurstenen stoep                                                 | Woonhuis                  |                         |                                 | Lutherse Burgwal 13      | 52° 4' 29" NB, 4° 18' 36" OL | 17746  | Meer afbeeldingen                                                                                 |
| Pand van harmonische architectuur met kroonlijst – deuromlijsting met gesneden fries | Werk-woonhuis             | 19e eeuw                |                                 | Nieuwe Molstraat 11      | 52° 4' 29" NB, 4° 18' 49" OL | 17799  | Meer afbeeldingen                                                                                 |
| Pand met smalle gevel met inrijpoort | Woonhuis                  | eind 18e eeuw           |                                 | Nieuwe Molstraat 25      | 52° 4' 27" NB, 4° 18' 46" OL | 17801  | Meer afbeeldingen                                                                                 |
| Pand met verdieping onder schilddak gedekt met pannen | Woonhuis                  |                         |                                 | Nieuwe Molstraat 26      | 52° 4' 27" NB, 4° 18' 46" OL | 17803  | Meer afbeeldingen                                                                                 |
| Pand met gevel | Woonhuis                  | laat 18e eeuw (gevel)   |                                 | Nieuwe Molstraat 27      | 52° 4' 27" NB, 4° 18' 46" OL | 17800  | Pand met gevel                                                                                    |
| Pand met trapgevel, deuromlijsting met pilasters | Woonhuis                  | derde kwart 17e eeuw    |                                 | Nieuwe Molstraat 29      | 52° 4' 27" NB, 4° 18' 46" OL | 17802  | Pand met trapgevel, deuromlijsting met pilasters                                                  |
| Voormalig modemagazijn | Winkel                    | 1910                    | L.A.H. de Wolf                  | Nieuwstraat 1            | 52° 4' 39" NB, 4° 18' 30" OL | 459710 | Meer afbeeldingen                                                                                 |
| Heilige Geesthofje | Sociale zorg, liefdadigh. | 1616                    |                                 | Paviljoensgracht 51      | 52° 4' 24" NB, 4° 18' 47" OL | 17873  | Meer afbeeldingen                                                                                 |
| Spinozahuis | Woonhuis                  | 17e eeuw                |                                 | Paviljoensgracht 72      | 52° 4' 24" NB, 4° 18' 50" OL | 17874  | Meer afbeeldingen                                                                                 |
| Standbeeld van Spinoza | Gedenkteken               | 1880                    | F. Hexamer                      | Paviljoensgracht z.n.    | 52° 4' 24" NB, 4° 18' 49" OL | 17872  | Meer afbeeldingen                                                                                 |
| Pand met gevel, onderpui ingrijpend gewijzigd | Woonhuis                  | 18e eeuw (gevel)        |                                 | Prinsegracht 2           | 52° 4' 30" NB, 4° 18' 30" OL | 17923  | Meer afbeeldingen                                                                                 |
| Pand met gevel op hardstenen plint, hardstenen stoep-toepassing van drie pilasterorden boven elkaar - middenpartij met drie traveeën gedekt door een driehoekig fronton met wapenschilden  | Woonhuis                  | ca. 1650                |                                 | Prinsegracht 4           | 52° 4' 30" NB, 4° 18' 30" OL | 17924  | Meer afbeeldingen                                                                                 |
| Lodewijk XIV gevel met hardstenen stoep en sober versierde ingangspartij - belangrijke interieurs in Lodewijk XIV-stijl; voormalig Museum Bredius                                          | Woonhuis                  |                         |                                 | Prinsegracht 6           | 52° 4' 30" NB, 4° 18' 30" OL | 17925  | Meer afbeeldingen                                                                                 |
| Pand met gevel met rechte kroonlijst en hardstenen stoep | Woonhuis                  | 19e eeuw (gevel)        |                                 | Prinsegracht 8           | 52° 4' 29" NB, 4° 18' 29" OL | 17926  | Meer afbeeldingen                                                                                 |
| 't Paard van Troje | Woonhuis                  | 18e eeuw (gevel)        |                                 | Prinsegracht 10          | 52° 4' 29" NB, 4° 18' 28" OL | 17927  | Meer afbeeldingen                                                                                 |
| 't Paard van Troje | Woonhuis                  | tweede helft 18e eeuw   |                                 | Prinsegracht 12          | 52° 4' 29" NB, 4° 18' 28" OL | 17928  | Meer afbeeldingen                                                                                 |
| Hoekpand met rechte kroonlijst op hardstenen plint en dito stoep | Woonhuis                  | eerste helft 18e eeuw   |                                 | Prinsegracht 14          | 52° 4' 29" NB, 4° 18' 27" OL | 17929  | Meer afbeeldingen                                                                                 |
| Pand met tweeling gevel met nr. 18 op hardstenen plint met dito stoep, versierde ingangstravee, kroonlijst op gesneden consoles, alles in Lodewijk XIV-stijl                               | Woonhuis                  |                         |                                 | Prinsegracht 16          | 52° 4' 28" NB, 4° 18' 26" OL | 17930  | Meer afbeeldingen                                                                                 |
| Pand met tweeling gevel met nr. 16 op hardstenen plint met dito stoep, versierde ingangstravee, kroonlijst op gesneden consoles, alles in Lodewijk XIV-stijl                               | Appartementengebouw       |                         |                                 | Prinsegracht 18          | 52° 4' 28" NB, 4° 18' 25" OL | 17931  | Meer afbeeldingen                                                                                 |
| Pand met Lodewijk XIV gevel met kroonlijst op gesneden consoles | Woonhuis                  |                         |                                 | Prinsegracht 26          | 52° 4' 28" NB, 4° 18' 24" OL | 17933  | Meer afbeeldingen                                                                                 |
| Pand met eenvoudige gevel met opschrift 1708, deuromlijsting met pilasters | Appartementengebouw       | 1708                    |                                 | Prinsegracht 28          | 52° 4' 28" NB, 4° 18' 24" OL | 17934  | Pand met eenvoudige gevel met opschrift 1708, deuromlijsting met pilasters                        |
| Pand met Lodewijk XIV gevel met kroonlijst op gesneden consoles, onderpui ingrijpend gewijzigd                                                                                             | Woonhuis                  |                         |                                 | Prinsegracht 30          | 52° 4' 28" NB, 4° 18' 24" OL | 17935  | Pand met Lodewijk XIV gevel met kroonlijst op gesneden consoles, onderpui ingrijpend gewijzigd    |
| Pand met Lodewijk XVI gevel met middenrisaliet en hoekstenen | Werk-woonhuis             | 1786-95 (gevelsteen)    |                                 | Prinsegracht 32          | 52° 4' 27" NB, 4° 18' 23" OL | 17936  | Meer afbeeldingen                                                                                 |
| Pand met 18e-eeuwse gevel met rechte kroonlijst, ingang met pilasterstelling | Woonhuis                  | 18e eeuw (gevel)        |                                 | Prinsegracht 36          | 52° 4' 27" NB, 4° 18' 22" OL | 17937  | Pand met 18e-eeuwse gevel met rechte kroonlijst, ingang met pilasterstelling                      |
| Pand met Lodewijk XIV gevel met deuromlijsting en kroonlijst op gesneden consoles | Woonhuis                  |                         |                                 | Prinsegracht 38          | 52° 4' 27" NB, 4° 18' 22" OL | 17938  | Pand met Lodewijk XIV gevel met deuromlijsting en kroonlijst op gesneden consoles                 |
| Pand met eenvoudige 18e-eeuwse gevel met deuromlijsting en rechte kroonlijst | Woonhuis                  | 18e eeuw (gevel)        |                                 | Prinsegracht 40          | 52° 4' 27" NB, 4° 18' 22" OL | 17939  | Pand met eenvoudige 18e-eeuwse gevel met deuromlijsting en rechte kroonlijst                      |
| Magazijn Hollandia | Opslag                    | 1908                    | A.W. Meyneken                   | Prinsegracht 42          | 52° 4' 27" NB, 4° 18' 21" OL | 459774 | Meer afbeeldingen                                                                                 |
| Pand met Lodewijk XIV gevel met deuromlijsting en kroonlijst op gesneden consoles | Woonhuis                  |                         |                                 | Prinsegracht 62          | 52° 4' 25" NB, 4° 18' 16" OL | 17940  | Pand met Lodewijk XIV gevel met deuromlijsting en kroonlijst op gesneden consoles                 |
| Pand met gevel met deuromlijsting en rechte kroonlijst | Woonhuis                  | 18e eeuw (gevel)        |                                 | Prinsegracht 80A         | 52° 4' 24" NB, 4° 18' 12" OL | 17941  | Meer afbeeldingen                                                                                 |
| Pand met gevel, deuromlijsting en rechte kroonlijst | Woonhuis                  | 18e eeuw (gevel)        |                                 | Prinsegracht 82          | 52° 4' 24" NB, 4° 18' 12" OL | 17942  | Pand met gevel, deuromlijsting en rechte kroonlijst                                               |
| Pand met midden-18e-eeuwse gevel met kroonlijst op gesneden consoles, vroeg-19e-eeuwse deuromlijsting                                                                                      | Woonhuis                  | 18e/19e eeuw            |                                 | Prinsegracht 84          | 52° 4' 24" NB, 4° 18' 12" OL | 17943  | Meer afbeeldingen                                                                                 |
| Pand met Lodewijk XIV gevel met kroonlijst op gesneden consoles en deuromlijsting | Woonhuis                  |                         |                                 | Prinsegracht 172         | 52° 4' 21" NB, 4° 18' 5" OL  | 17944  | Meer afbeeldingen                                                                                 |
| Pand met eenvoudige Lodewijk XIV gevel met doorbroken kroonlijst | Woonhuis                  |                         |                                 | Prinsegracht 174         | 52° 4' 21" NB, 4° 18' 5" OL  | 17945  | Meer afbeeldingen                                                                                 |
| Pand met Lodewijk XIV gevel met kroonlijst op gesneden consoles en deuromlijsting | Woonhuis                  |                         |                                 | Prinsegracht 176         | 52° 4' 21" NB, 4° 18' 4" OL  | 17946  | Pand met Lodewijk XIV gevel met kroonlijst op gesneden consoles en deuromlijsting                 |
| Pand met gevel in Lodewijk XIV-stijl | Woonhuis                  |                         |                                 | Raamstraat 45            | 52° 4' 31" NB, 4° 18' 38" OL | 17961  | Meer afbeeldingen                                                                                 |
| Pand met gevel in Lodewijk XIV-stijl | Woonhuis                  | 1612-1620 (gedenksteen) |                                 | Raamstraat 47            | 52° 4' 31" NB, 4° 18' 38" OL | 17962  | Meer afbeeldingen                                                                                 |
| Pand met pilastergevel, gewijzigde onderpui | Woonhuis                  | derde kwart 17e eeuw    |                                 | Raamstraat 49            | 52° 4' 31" NB, 4° 18' 38" OL | 17963  | Pand met pilastergevel, gewijzigde onderpui                                                       |
| Pand met eenvoudige bakstenen gevel | Werk-woonhuis             | 18e eeuw                |                                 | Raamstraat 51            | 52° 4' 30" NB, 4° 18' 39" OL | 17964  | Pand met eenvoudige bakstenen gevel                                                               |
| Pand met gevel met eenvoudige deuromlijsting | Woonhuis                  | 18e eeuw (gevel)        |                                 | Raamstraat 53            | 52° 4' 30" NB, 4° 18' 39" OL | 17965  | Pand met gevel met eenvoudige deuromlijsting                                                      |
| Pand met gevel met kroonlijst op gesneden consoles, deuromlijsting met pilasterstelling | Woonhuis                  | 18e eeuw (gevel)        |                                 | Raamstraat 55            | 52° 4' 30" NB, 4° 18' 39" OL | 17966  | Pand met gevel met kroonlijst op gesneden consoles, deuromlijsting met pilasterstelling           |
| Pand met eenvoudige gevel met rechte kroonlijst | Woonhuis                  | 19e eeuw (gevel)        |                                 | Raamstraat 57            | 52° 4' 30" NB, 4° 18' 39" OL | 17967  | Pand met eenvoudige gevel met rechte kroonlijst                                                   |
| Hoekpand op de Grote Markt, gevel met rechte kroonlijst | Werk-woonhuis             | 18e eeuw                |                                 | Schoolstraat 34          | 52° 4' 34" NB, 4° 18' 31" OL | 17976  | Hoekpand op de Grote Markt, gevel met rechte kroonlijst                                           |
| Voormalig modemagazijn in de historiserende stijl van de ""Um 1800-Bewegung"" | Winkel                    | 1915                    | L. Simons; T.W.M. van Braningen | Spui 1                   | 52° 4' 41" NB, 4° 18' 49" OL | 477112 | Voormalig modemagazijn in de historiserende stijl van de ""Um 1800-Bewegung""                     |
| Warenhuis, in oorsprong gebouwd voor Vroom & Dreesmann in expressionistische stijl | Winkel                    | 1928                    | J. Kuijt                        | Spui 3                   | 52° 4' 41" NB, 4° 18' 50" OL | 487567 | Meer afbeeldingen                                                                                 |
| Pand met gevel met dubbele deur in pilasteromlijsting | Werk-woonhuis             | ca. 1800                |                                 | Spui 173                 | 52° 4' 36" NB, 4° 18' 58" OL | 17996  | Meer afbeeldingen                                                                                 |
| Nieuwe Kerk | Kerk en kerkonderdeel     | 1649-1656               | Pieter Noorwits                 | Spui 175                 | 52° 4' 35" NB, 4° 18' 57" OL | 17998  | Meer afbeeldingen                                                                                 |
| Kerkterrein met toegangswegen tot de kerk en onder andere het graf van Spinoza rondom de kerk afgeperkt met een stenen muur en aan de zijde van het Spui met hekwerk tussen stenen pijlers | Begraafplaats en -onderdl |                         |                                 | Spui bij 175             | 52° 4' 35" NB, 4° 18' 55" OL | 17997  | Meer afbeeldingen                                                                                 |
| Pand met gave Lodewijk XIV gevel met rechte kroonlijst op gesneden consoles | Werk-woonhuis             |                         |                                 | Spui 237                 | 52° 4' 32" NB, 4° 19' 6" OL  | 17999  | Pand met gave Lodewijk XIV gevel met rechte kroonlijst op gesneden consoles                       |
| Pand met Lodewijk XIV gevel met rechte kroonlijst op gesneden consoles | Werk-woonhuis             |                         |                                 | Spui 243                 | 52° 4' 31" NB, 4° 19' 7" OL  | 18000  | Pand met Lodewijk XIV gevel met rechte kroonlijst op gesneden consoles                            |
| Voormalige Hoogduitsche Synagoge | Kerk en kerkonderdeel     | 1843-44                 |                                 | Wagenstraat 103          | 52° 4' 30" NB, 4° 18' 48" OL | 459778 | Meer afbeeldingen                                                                                 |
| Pand met gevel met rechte kroonlijst | Werk-woonhuis             | 18e eeuw (gevel)        |                                 | Wagenstraat 113          | 52° 4' 30" NB, 4° 18' 50" OL | 18076  | Meer afbeeldingen                                                                                 |
| Pand met ingezwenkte halsgevel | Werk-woonhuis             | 1683 (jaartalstenen)    |                                 | Wagenstraat 115          | 52° 4' 30" NB, 4° 18' 50" OL | 18077  | Meer afbeeldingen                                                                                 |
| Pand met gevel met rechte kroonlijst | Woonhuis                  | 18e eeuw (gevel)        |                                 | Wagenstraat 117          | 52° 4' 30" NB, 4° 18' 51" OL | 18078  | Pand met gevel met rechte kroonlijst                                                              |
| Pand met Lodewijk XIV gevel met rechte kroonlijst op gesneden consoles en versierde deuromlijsting                                                                                         | Woonhuis                  |                         |                                 | Wagenstraat 119          | 52° 4' 29" NB, 4° 18' 51" OL | 18079  | Meer afbeeldingen                                                                                 |